# Bellwether
Un Bellwether es un líder o un indicador de tendencias.
En política, el término a menudo se aplica en un sentido metafórico para caracterizar una región geográfica donde las tendencias políticas coinciden en microcosmos con las de un área más amplia, de modo que el resultado de una elección en la primera región podría predecir el resultado final en la segunda. En economía, un «Bellwether» es un indicador adelantado de una tendencia económica.
Los sociólogos aplican el término en sentido activo a una persona o grupo de personas que tienden a crear, influir o establecer tendencias.

## Etimología

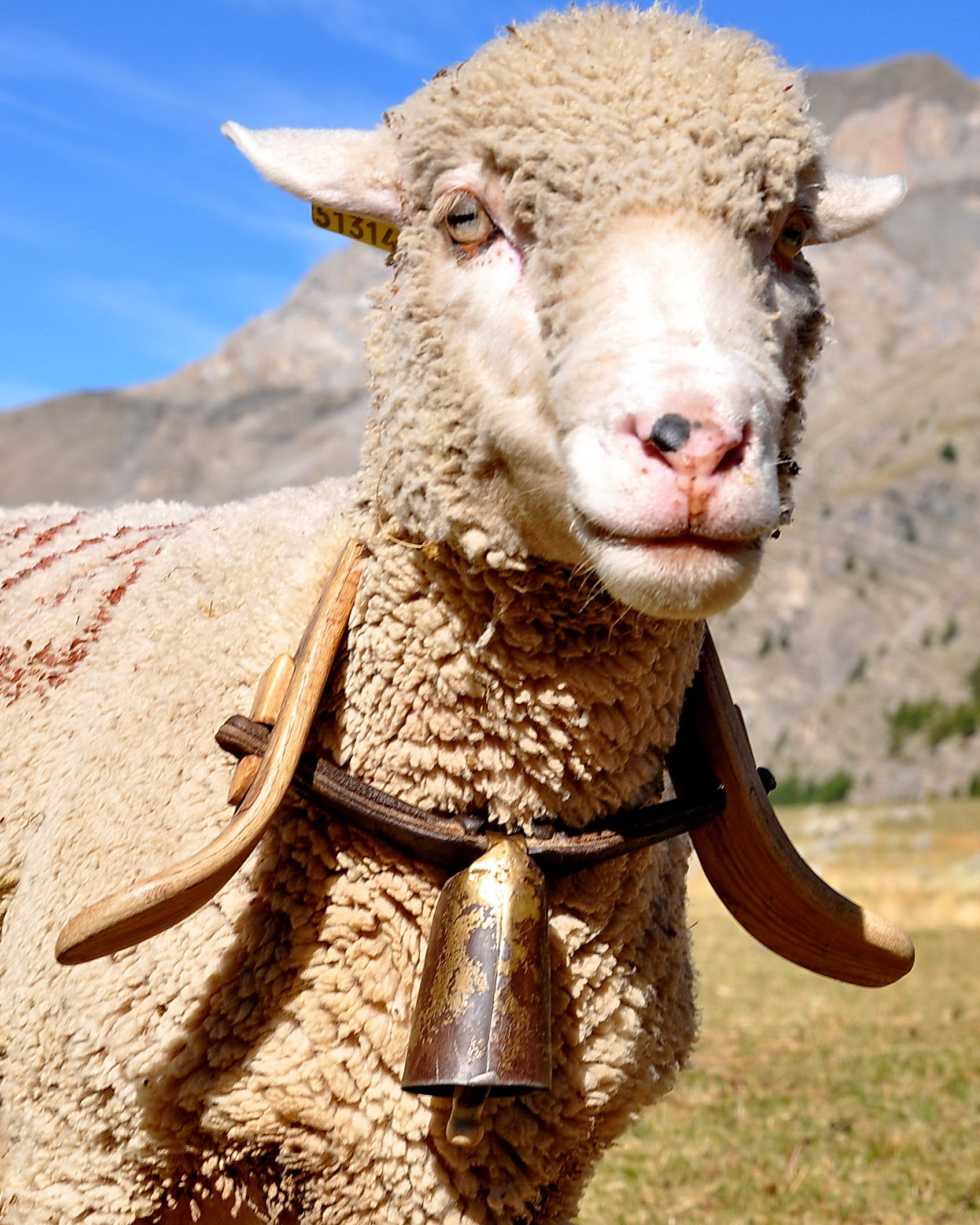
Una oveja pastora, con una campana alrededor de su cuello.

El término deriva del inglés medio belle-weder, que se refería a la práctica de colocar una campana alrededor del cuello del carnero líder (la oveja macho castrada). Un pastor podría entonces notar los movimientos de los animales al oír la campana, incluso cuando el rebaño no estuviera a la vista.
La palabra se utilizó por primera vez con el significado antes mencionado en el siglo XV.

## En economía
En el mundo de la economía y las finanzas, un «Bellwether» es un indicador adelantado de una tendencia económica.
En el mercado de valores, un "bellwether" es una empresa o acción que se considera un indicador líder de la dirección de un sector, de una industria o del mercado en su conjunto. Por lo tanto, las acciones de referencia sirven como guías a corto plazo. JP Morgan Chase es un ejemplo estadounidense de empresa referente. Como uno de los principales bancos de Estados Unidos, sus acciones marcan el tono para el resto de la industria bancaria. JP Morgan Chase también tiene contratos con empresas de otras industrias, por lo que su desempeño se refleja en otros sectores del mercado. De manera similar, Tata Consultancy Services es un referente para las acciones tecnológicas en los mercados indios, BSE y NSE.
De manera similar, un bono de referencia es "un bono gubernamental cuyos cambios en la tasa de interés se cree que muestran la dirección futura del resto del mercado de bonos ".
El informe trimestral Bellwether, publicado por el Instituto de Profesionales de la Publicidad (IPA), monitorea las tendencias en el gasto en la industria de la publicidad y el marketing del Reino Unido.

## En política

Mapa que destaca en rojo cinco referentes que desde 1965 han votado por el candidato ganador en la segunda vuelta de las elecciones presidenciales en Francia metropolitana. El Loira, al sureste, es el departamento más poblado, cerca de Lyon.

En política, el término "bellwether" a menudo se aplica en un sentido metafórico para caracterizar una región geográfica donde las tendencias políticas coinciden en microcosmos con las de un área más amplia, de modo que el resultado de una elección en la primera región podría predecir el resultado final en la segunda. En una elección al estilo Westminster, por ejemplo, un distrito electoral cuyo control tiende a cambiar con frecuencia puede tener un voto popular que refleje el resultado a escala nacional.
Un indicador electoral puede ser un barrio, precinto, ciudad, condado u otro distrito que refleje con precisión cómo votará una región geográfica (estado, provincia, etc.) durante las elecciones. Los indicadores en Estados Unidos suelen cambiar en cada ciclo electoral debido a los cambios en el electorado. Los indicadores también difieren según el tipo de elección: un indicador de mitad de período difiere de un indicador presidencial o de un indicador de primarias de un partido.
El estadístico y politólogo estadounidense Edward Tufte y su alumno Richard Sun definieron los indicadores electorales (en los EE. UU.) en las siguientes categorías:
- Indicador de todo o nada: estados o condados que eligen al ganador nacional en cada ocasión. Los ejemplos incluyen los condados de Vigo County, IN ; Lincoln County, MT ; Van Buren County, AR ; Logan County, AR ; Eddy County, NM ; y Ferry County, WA .
- Indicador barométrico: un lugar que refleja con precisión la proporción nacional de votos. El condado de Vigo, Indiana, es un ejemplo.
- Indicador swingométrico: un condado que refleja cambios o fluctuaciones importantes en el electorado nacional. Los ejemplos incluyen el condado de Sandoval, NM y el condado de Washoe, NV.

### Australia
En las elecciones federales australianas, la División de Robertson en Nueva Gales del Sur se convirtió en el nuevo escaño de referencia de mayor permanencia en el país, ganado continuamente por el partido que también ganó el gobierno desde las elecciones federales de 1983.
Anteriormente, la división electoral de Eden-Monaro eligió a su miembro del Parlamento del partido que ganó el gobierno en todas las elecciones federales desde 1972 hasta 2016, cuando se rompió el récord después de que el Partido Laborista ganó el escaño, mientras que la Coalición ganó el gobierno. La División de Lindsay en Nueva Gales del Sur ha elegido a su miembro del Parlamento del partido que ganó el gobierno en todas las elecciones federales desde su creación en 1984 hasta 2016. Tanto Lindsay como Eden-Monaro perdieron su estatus de candidatos de referencia en las elecciones federales de 2016, cuando ambas eligieron parlamentarios laboristas, a pesar de una estrecha victoria de la coalición a nivel nacional.
La División de Makin en Australia del Sur fue una división de referencia entre 1984 y 2010, aunque dejó de tener ese carácter en 2013, cuando Makin siguió siendo laborista mientras la Coalición recuperaba el poder a nivel nacional. Además, en términos de voto preferencial bipartidista a nivel nacional, Eden-Monaro, Lindsay, Robertson y Makin han ido contra la tendencia inicial en el pasado al votar por el liberal en las elecciones federales de 1998. En términos puramente estadísticos, el estado de Nueva Gales del Sur, que tiene la mayor población de todos los estados o territorios australianos, también podría considerarse un "bellwether", ya que, hasta las elecciones federales de 2016, el partido que gana el gobierno ha ganado la mayoría de los escaños de la Cámara de Representantes en ese estado en todas las elecciones desde 1963. A diferencia de muchos indicadores, los analistas los citan únicamente por su historial y no suelen atribuirse a factores demográficos que reflejan la mediana de Australia.

### Canadá
En la provincia canadiense de Ontario, Sarnia—Lambton (y sus distritos predecesores) votaron por el partido ganador en todas las elecciones federales desde 1963 hasta 2011. Esta racha se rompió en 2015, cuando el Partido Conservador controló el distrito mientras que el Partido Liberal ganó el gobierno, y desde entonces el distrito se ha vuelto confiablemente conservador. Toronto—San De Pablo El partido sólo ha elegido tres diputados de la oposición desde que participó en sus primeras elecciones, como St. Paul's, en 1935, aunque en los últimos años se ha vuelto confiablemente liberal. Burlington y St. Catharines comparten actualmente la racha activa más larga, habiendo elegido a un diputado del partido ganador desde 1984. También en Ontario, Peterborough—Kawartha (llamado Peterborough hasta 2015) ha elegido consistentemente al partido que ha ganado las elecciones provinciales desde 1977. En política federal, el distrito electoral federal colindante Peterborough—Kawartha (también llamado Peterborough hasta 2015) eligió a un miembro del partido ganador desde 1965 hasta 1979 y desde 1984 hasta 2021, inclusive.
En Alberta, el distrito electoral provincial Peace River ha elegido sólo tres legisladores de la oposición desde que se fundó la provincia en 1905.
En Manitoba, el distrito federal de Winnipeg Sur ha votado por el partido ganador en cada elección desde que se reformó en 1988; una versión anterior del mismo distrito, que eligió diputados desde 1917 hasta 1974 inclusive, votó en contra del ganador nacional sólo tres veces, la más reciente en 1965. También en Manitoba, el distrito provincial de Rossmere, que existe desde 1969, ha votado por el candidato del partido gobernante en todas las elecciones generales desde que se disputó por primera vez, excepto en la de 1977; también eligió a diputados de la oposición en las elecciones parciales de 1979 y 1993.

### Alemania
Desde la creación de la República Federal de Alemania (entonces Alemania Occidental) en 1949, el estado donde el voto de la lista del partido líder (Zweitstimmen) coincidió más veces con el partido del canciller elegido posteriormente es Schleswig-Holstein (con dos errores: 1969 y 2005), seguido por el estado de Baja Sajonia (con errores en 1949, 1969 y 2005). Ambos estados se encuentran en el norte del país y no contienen muchas grandes ciudades industriales (las más grandes son Kiel y Hannover respectivamente) ni grandes poblaciones rurales católicas, la base tradicional del SPD y la CDU/CSU respectivamente. Schleswig-Holstein también es famoso por haber tenido varias elecciones estatales que dieron como resultado una mayoría de un escaño para la coalición ganadora, y las elecciones de Baja Sajonia de 1998 (en las que Gerhard Schröder fue el candidato del SPD) a menudo se consideran como un "ensayo" para las elecciones federales posteriores (que Schröder también ganó).
De los distritos electorales de primera elección (Erststimmen), el distrito electoral de Pinneberg (también situado en Schleswig-Holstein) votó por el partido del Canciller elegido posteriormente en todas las elecciones, excepto en 1949.
Tanto las elecciones de 1949 como las de 1969 fueron bastante reñidas: las primeras dieron como resultado una mayoría de un voto en la elección de canciller y las segundas una mayoría de 12 escaños que se había roto debido a las deserciones en 1972. En 2005, el SPD y la CDU/CSU sólo estaban separados por un punto porcentual y cuatro escaños en el recuento final. En las elecciones federales alemanas de 2021, el SPD quedó en primer lugar en 12 de los 16 estados, incluidos Schleswig-Holstein y Baja Sajonia, así como a nivel federal, mientras estaba dirigido por el ex primer alcalde de Hamburgo, Olaf Scholz, el estado de Hamburgo limita con Baja Sajonia y Schleswig-Holstein, pero Scholz no se presentó en Hamburgo durante esas elecciones, sino que representó al Distrito Potsdam - Potsdam-Mittelmark II - Teltow-Fläming II en Brandeburgo (donde, por cierto, se presentó contra Annalena Baerbock, candidata a canciller de Alianza 90/Los Verdes, lo que atrajo atención adicional de los medios al Distrito).

### India
Dos distritos individuales, Valsad y West Delhi, han votado con éxito por el partido victorioso en las últimas once elecciones generales en la India. Además, el partido que gana la mayoría de escaños en Delhi siempre ha sido el que ha formado el gobierno nacional desde 1998.
El estado de Uttar Pradesh también es considerado un referente, ya que el gobierno nacional ha sido formado en la mayoría de las ocasiones por el partido que ha ganado más escaños en el estado.

### Irlanda
Irlanda tiene un sistema electoral de representación proporcional, en el que los políticos son elegidos mediante el voto único transferible. Los bellwethers en este caso sólo pueden medirse por el número de candidatos de cada lado elegidos para los distritos electorales de Irlanda con múltiples escaños que eligen un número impar de miembros. Entre las elecciones generales de 1981 y las elecciones generales de 2011, Meath y sus sucesores, Meath East y Meath West, eligieron una mayoría de diputadas del Fianna Fáil en los años en que Fianna Fáil formó gobierno, y una mayoría de diputadas del Fine Gael y del Laborismo cuando esos partidos formaron gobierno.

### Nueva Zelanda
En Nueva Zelanda, hay tres electorados de referencia generalmente aceptados: Hamilton East y Hamilton West, ambos ubicados alrededor de la ciudad de Hamilton, y Northcote en la costa norte de Auckland. Hamilton West y Northcote se perdieron una elección cada uno desde que se disputaron por primera vez en 1969 y 1996 respectivamente. — las elecciones de 1993 para Hamilton West y las elecciones de 2005 para Northcote. Hamilton East, que se disputó por primera vez en 1972, ha faltado a tres elecciones — 1993, 1999 y 2005. El Partido Nacional los conquistó en todas las elecciones de 2017, aunque el Partido Laborista formó gobierno después de las elecciones. Sin embargo, como el Partido Nacional siguió siendo el partido más votado en el Parlamento, ambos electorados conservaron su condición de líderes, aunque en medida limitada.

### Filipinas
En Filipinas, el ganador de las elecciones presidenciales filipinas ha ganado en Negros Oriental en todas las instancias desde 1935, excepto en 1961 y 2016, y en Basilan desde su creación en diciembre de 1973 (primera elección en 1981). Después de que Negros Oriental votara por el segundo lugar en 2016, Agusan del Norte y Lánao del Sur tuvieron la racha activa más larga, teniendo a sus ganadores provinciales como presidentes electos desde las elecciones de 1969. Luego, Lánao del Sur votó por el perdedor en 2022, lo que le dio a Agusan del Norte la racha más larga.
Para las elecciones a la vicepresidencia, Pangasinan ha votado por el ganador en todas las elecciones excepto en 1986 y 2016.

### Portugal
En todas las elecciones generales a la Asamblea Nacional portuguesa desde la restauración de la democracia en 1975, el distrito electoral de Braga ha votado por el partido o coalición que ha obtenido más escaños en las elecciones. (Cabe señalar que, tras las elecciones de 2015, el segundo partido más grande de la Asamblea acabó formando un gobierno minoritario).
En todas las elecciones generales, de la Unión Europea, a alcaldes (excepto en 2009) o presidenciales desde la Revolución de los Claveles, la capital portuguesa, Lisboa, votó por el partido o coalición que obtuvo el mayor porcentaje en las elecciones.

### Rumania
Elecciones presidenciales
Los condados que votaron en la primera vuelta por el candidato ganador:
- Bucarest - 1 miss ( 2014 ), desde 1990 en adelante. La tasa más alta (88%, 7/8). La racha continua más larga (6 seguidas: 1990-2009).
- Constanța - 1 fallo ( 2014 ), desde 1990 en adelante. La tasa más alta (88%, 7/8). La racha continua más larga (6 seguidas: 1990-2009).
- Alba - 2 fallos ( 1992 y 2000 ), desde 1990 en adelante (75%, 6/8). La racha continua más larga, aún activa (4 consecutivas: 2004-2019).
- Arad - 2 fallos ( 1992 y 2000 ), desde 1990 en adelante (75%, 6/8). La racha continua más larga, aún activa (4 consecutivas: 2004-2019).
- Bihor - 2 fallos ( 1992 y 2000 ), desde 1990 en adelante (75%, 6/8). La racha continua más larga, aún activa (4 consecutivas: 2004-2019).
- Brașov - 2 fallos ( 1992 y 2000 ), desde 1990 en adelante (75%, 6/8). La racha continua más larga, aún activa (4 consecutivas: 2004-2019).
- Cluj - 2 fallos ( 1992 y 2000 ), desde 1990 en adelante (75%, 6/8). La racha continua más larga, aún activa (4 consecutivas: 2004-2019).
- Sibiu - 2 fallos ( 1992 y 2000 ), desde 1990 en adelante (75%, 6/8). La racha continua más larga, aún activa (4 consecutivas: 2004-2019).
- Timiș - 2 fallos ( 1992 y 2000 ), desde 1990 en adelante (75%, 6/8). La racha continua más larga, aún activa (4 consecutivas: 2004-2019).
- Prahova - 2 fallos ( 1996 y 2014 ), desde 1990 en adelante (75%, 6/8).
- Ilfov - 2 fallos ( 2004 y 2014 ), desde 1990 en adelante (75%, 6/8).
- Bistrița-Năsăud - 3 fallos ( 1992, 2000 y 2004 ), a partir de 1990 (63%, 5/8).
- Satu Mare - 3 fallos ( 1992, 2000 y 2004 ), desde 1990 en adelante (63%, 5/8).
- Sălaj - 3 fallos ( 1992, 2000 y 2004 ), a partir de 1990 (63%, 5/8).
- Maramureș - 3 fallos ( 1996, 2000 y 2004 ), desde 1990 en adelante (63%, 5/8).
- Suceava - 3 fallos ( 1996, 2004 y 2014 ), desde 1990 en adelante (63%, 5/8).
- Caraș-Severin - 3 fallos ( 2000, 2004 y 2014 ), desde 1990 en adelante (63%, 5/8).

### Suecia
La expresión "Som Ljungby röstar röstar Sverige" ('Como vota Ljungby, vota Suecia') fue acuñado a principios de la década de 1970, pero más recientemente (en 2006) los resultados de las votaciones en Karlstad, Kalmar y Halmstad se asemejaron más al resultado de toda la nación en las elecciones al Riksdag. Si bien desde hace tiempo se ha desplazado a la derecha en comparación con los resultados nacionales, en 2022 esto se había extendido aún más. En esas elecciones, Ljungby estaba 17 puntos más a la derecha que Suecia en general.
Según Statistics Sweden, los resultados electorales en Karlstad fueron los más cercanos a los resultados nacionales en tres elecciones consecutivas a principios del siglo XXI, un hecho que los medios destacan a menudo a través de las encuestas Gallup que muestran las intenciones de voto en la zona. Karlstad giró hacia la izquierda en la década de 2010 y en 2022 estaba siete puntos a la izquierda de Suecia. Por lo tanto, Karlstad ya no es una ciudad referente.
En 2022, el estatus de ciudades pioneras en Suecia se habrá trasladado a menudo a las ciudades postindustriales debido a las diferencias entre los distintos municipios, aunque también habrá algunas ciudades dormitorio que sean candidatas. Este estatus cambió rápidamente debido a que las grandes ciudades se movieron hacia la izquierda y los pueblos más pequeños hacia la derecha. Entre los municipios importantes que se situaron a medio punto del promedio nacional en 2022 se incluyen Alingsås, Borlänge, Gävle y Karlskoga. La coalición de derecha ganó estos municipios por márgenes estrechos. Además, varios municipios más pequeños se acercaron al diferencial de la coalición nacional, aunque ninguna localidad reflejó exactamente los resultados del partido.

### Reino Unido
Todas las circunscripciones de la Cámara de los Comunes del Reino Unido cambian al menos cada pocas décadas para evitar una mala distribución de los escaños, con la excepción de unos pocos escaños insulares. Es posible cuestionar cualquier indicador a largo plazo, citando tales cambios. Sin embargo, los que se encuentran abajo han mantenido la mayor parte de sus electores en el distrito principal, identificado con el lugar que les da nombre.
Distritos electorales de referencia de larga data
- Dartford ha reflejado el resultado general en todas las elecciones generales desde 1964.
- Hertford y Stevenage / Stevenage, Loughborough, Northampton North, Portsmouth North y Watford han reflejado todos los resultados desde las elecciones de febrero de 1974.
- Rochester y Chatham / Medway / Rochester y Strood han reflejado el resultado general en todas las elecciones generales desde octubre de 1974.
- Blackpool North / Blackpool North y Fleetwood / Blackpool North y Cleveleys, Burton/Burton y Uttoxeter, Dover, Faversham / Sittingbourne y Sheppey, Finchley / Finchley y Golders Green, Gillingham / Gillingham y Rainham, Gloucester, Lowestoft / Waveney, Stourbridge, Hendon, Stafford y Stone / Stafford y Worcester han reflejado el resultado general en cada elección general desde 1979.
- Los distritos electorales de Amber Valley, Broxtowe, Calder Valley, Corby, Erewash, Harlow, Hastings y Rye, Norwich North, Reading West, South Derbyshire y South Ribble han reflejado todos los resultados desde 1983.
- Cannock Chase, Chatham y Aylesford, Redditch, North Warwickshire / North Warwickshire y Bedworth, Nuneaton,[18] Tamworth y Thurrock han reflejado el resultado general en todas las elecciones generales desde 1997.

Antiguos distritos electorales de bellwethers
- Gravesham (y su predecesor Gravesend ) reflejaron el resultado general de 1955 con la única excepción de las elecciones generales de 2005.
- Lincoln ha reflejado el resultado desde las elecciones de octubre de 1974 con la única excepción de 2017.
- Bristol North West reflejó todos los resultados desde las elecciones de octubre de 1974 hasta 2017.
- Brentford e Isleworth habían reflejado el resultado general desde 1979 hasta 2015.
- Rossendale y Darwen han sido un referente desde 1983, con una excepción en las elecciones generales de 1992, en las que se eligió a la diputada laborista Janet Anderson mientras el país elegía un gobierno conservador.
- Bury North ha reflejado el resultado general de 1983, con la única excepción de 2017.
- Basildon reflejó todos los resultados desde su creación en 1974 hasta su abolición en 2010.
- Pudsey reflejó el resultado general de todas las elecciones generales desde 1979 hasta su abolición en 2024.
- La prueba de Southampton reflejó todos los resultados desde 1966 hasta 2010.
- Luton South (y sus predecesores Luton East y Luton ) habían reflejado el resultado general desde 1951 hasta 2010.
- Keighley/Keighley e Ilkley ha sido un referente desde 1959, con tres excepciones: en 1979 y 2017, cuando el escaño se inclinó hacia la izquierda pero los conservadores formaron un gobierno; y en 2024, cuando el candidato conservador mantuvo el escaño en medio de una aplastante victoria laborista.

Aunque no era estrictamente un referente, Sunderland South (Partido Laborista desde 1964) se usaba a menudo en la programación electoral para predecir el giro de una elección general (principalmente porque a menudo era el primero en declarar), aunque con precisión variable.

#### Elecciones en el distrito de Londres
Desde que se formó el Gran Londres durante –, las elecciones para los consejos municipales de Hammersmith y Fulham en Londres han coincidido con las del partido que las presenta (generalmente con el GLA, o más recientemente con el alcalde de Londres y la Asamblea), la mayoría de las autoridades de Londres, excepto que perdió su "falla" ante la mayoría laborista de los consejos de Londres en 2010 (que ha perdurado desde entonces) y el fracaso inverso en 1978 y 1982. En los dos últimos resultados no hubo control global como resultado local.

#### Parlamento escocés
Los distritos electorales de Cunninghame North, Stirling y Na h-Eileanan an Iar han elegido MSP del partido que ganó la mayoría de escaños en las elecciones generales en todas las elecciones al Parlamento escocés.
Además, los distritos electorales de Almond Valley, Dundee City West, Edinburgh Eastern, Glasgow Southside, Kilmarnock e Irvine Valley y Mid Fife y Glenrothes eligieron cada uno un MSP del partido más grande en las elecciones de 2011 y 2016. Esto continúa la tendencia que sus distritos electorales predecesores (Livingston, Dundee West, Edinburgh East &amp; Musselburgh, Glasgow Govan, Kilmarnock &amp; Loudoun y Fife Central) lograron en las elecciones de 1999, 2003 y 2007.

### Estados Unidos
Los estados estadounidenses con la racha actual más larga de votaciones para los ganadores en el colegio electoral son Michigan, Pensilvania y Wisconsin; sus rachas se remontan a 2008. Los estados que sirven de bellwethers en Estados Unidos también pueden determinarse de diferentes maneras (con respecto a las elecciones presidenciales):
Porcentaje más alto para diferentes períodos de tiempo
- Nevada – 2 fallos (1976, 2016) desde 1912 en adelante (93,1 %, equitativamente erróneos).
- Ohio – 3 fallos (1944, 1960, 2020) desde 1896 en adelante (90,9 %, ligeramente "demasiado republicano").
- Florida – 3 fallos (1960, 1992, 2020) desde 1928 en adelante (88,0 %, ligeramente "demasiado republicano").

Porcentaje más alto durante un período de tiempo determinado
Historial electoral de los estados para elecciones presidenciales, 1896–2024:
- Ohio – 30 victorias en 33 elecciones (90,9%)
- Nuevo México – 25 victorias en 29 elecciones (86,2%)
- Nevada – 28 victorias en 33 elecciones (84,8%)

Porcentaje más alto del actual sistema de partidos, 1980-2024
- Ohio – 1 fallo (2020) (91,7%)
- Nevada – 1 fallo (2016) (91,7%)
- Florida – 2 fallos (1992, 2020) (83,3%)
- Michigan – 2 fallos (2000, 2004) (83,3%)
- Pensilvania – 2 fallos (2000, 2004) (83,3%)

La desviación más pequeña del promedio nacional
Una alternativa para evaluar en qué grado los resultados de un estado corresponden al promedio nacional es analizar la desviación de dicho estado respecto a los resultados nacionales. Los estados que presentan la menor desviación en las votaciones presidenciales bipartidistas entre 1896 y 2012 son:
- Ohio – 2.2%
- Nuevo Mexico – 2.8%
- Illinois – 3.6%
- Misuri – 3.7%
- Delaware – 3.7%

Entre los estados que se reconocieron como referentes desde la mitad hasta el final del siglo XX se encuentran:
- Delaware – Perfect from 1952 to 1996.[21] As a result of a massive Democrat-strong growth in housing/population in New Castle County, Delaware (suburban Philadelphia, with the old industrial city of Wilmington), voters tend to lean strongly Democratic. That county had been a bellwether: 1936 to 1996.
- Arizona – Perfect from 1912 to 1956.
- North Dakota – Perfect from 1896 to 1936.
- Kansas – Perfect from 1900 to 1936.
- Missouri was often referred to as the Missouri bellwether as it produced the same outcome as the national results in the presidential election 96.2% of the time for the century between 1904 and 2004, only missing in 1956. It is considered to have lost its bellwether status with the 2008 presidential election.[22]
- Washington – 1 miss from 1900 to 1956 (in 1912).
- Minnesota – 1 miss from 1920 to 1976 (in 1968).
- Texas – 1 miss from 1928 to 1988 (in 1968).
- Arkansas – 1 miss from 1960 to 2004 (in 1968).
- Idaho – 2 misses (1960, 1976) from 1904 to 1988.
- Tennessee – 2 misses (1924, 1960) from 1912 to  2004.
- New Jersey – 2 misses (1948, 1976) from 1920 to 1996.
- Virginia – 2 misses (1960, 1976) from 1928 to 1988. Was traditionally Republican at the time. Otherwise, the state was traditionally Democratic. Although the 2012 election was not included in this bellwether run, Virginia was actually the closest state to the national vote in 2012. Donald Trump, however, managed to win in the next election without Virginia.
- Illinois – 3 misses (1884, 1916, 1976) from 1852 to 1996, the most reliable in this period.[23] As the Chicago metropolitan area shifted to become overwhelmingly Democratic, the state lost its bellwether status. No Republican had ever won the White House without taking Illinois prior to 2000.
- California – 3 misses (1912, 1960, 1976) from 1888 to 1996.
- Utah – 3 misses (1912, 1960, 1976) from 1900 to 1988.
- Wyoming – 3 misses (1944, 1960, 1976) from 1900 to 1988.
- Montana – 3 misses (1960, 1976, 1996) from 1904 to 2004.
- New Mexico – 3 misses (1976, 2000, 2016) from 1912 to 2020.
- Kentucky – 3 misses (1920, 1952, 1960) from 1912 to 2004.
- Oklahoma – 3 misses (1924, 1960, 1976) from 1912 to 1988.
- New Hampshire – 3 misses (1948, 1960, 1976) from 1936 to 2000.
- Colorado – 3 misses (1960, 1976, 1996) from 1948 to 2012.
- Iowa – 3 misses (1976, 1988, 2000) from 1964 to 2016.

Estados bellwethers históricos:
- Pensilvania – Un fallo entre 1800 y 1880 (en 1824 ).
- Indiana – Un fallo entre 1852 y 1912 (en 1876 ).
- Wisconsin – Un fallo entre 1860 y 1912 (en 1884 ).
- Nueva York – Un fallo desde 1880 hasta 1944 (en 1916 ). Anteriormente tuvo una racha perfecta desde 1816 hasta 1852. Tuvo la mayor cantidad de votos electorales durante todo el período.

El Territorio de Guam no experimentó ninguna pérdida de resultados entre 1984 y 2012, manteniendo un porcentaje del 100,0%. Aunque no cuenta con representación en el colegio electoral, lleva a cabo una votación presidencial coincidiendo con las elecciones locales. Por otro lado, entre 1996 y 2012, Ohio se situó a un 1,85% de la cifra del voto popular a nivel nacional. El sistema del Colegio Electoral hace que los estados de tamaño considerable sean el centro de atención tanto política como en las campañas presidenciales, siendo considerados estados decisivos. En el año 2016, Ohio y Florida, este último con casi el doble de electores, fueron identificados por analistas políticos y campañas nacionales como los estados más cruciales, debido a su elevado número de votos electorales y su diversidad política. Históricamente, ningún candidato republicano ha logrado la presidencia sin haber ganado en Ohio, lo que lleva al partido a llevar a cabo una campaña intensiva en dicho estado. El período de 1964 a 2016 empata a Ohio con Pensilvania, de 1828 a 1880, como la racha de indicadores consecutivos más larga en la historia de Estados Unidos. En las elecciones de 2020, Joe Biden derrotó al actual presidente Donald Trump sin ganar ni en Ohio ni en Florida. Ganó en Arizona, donde ningún otro candidato demócrata había ganado desde 1996, y en Georgia (de tamaño de población similar a Ohio), donde ningún demócrata había ganado desde 1992. Sin embargo, el giro político hacia la derecha de Ohio y Florida, que fue modesto en las elecciones de 2016 y 2020, se aceleró enormemente en 2024, y ambos estados miden márgenes de dos dígitos hacia el partido republicano, más de diez puntos a la derecha del promedio nacional. Así, Georgia y Arizona son nuevos estados bisagra, mientras que Ohio y Florida parecen menos proclives a volver a inclinarse hacia la izquierda.

### Otros

#### Brasil
En las elecciones presidenciales directas de Brasil, el candidato que ha triunfado ha logrado conquistar el estado de Minas Gerais en la ronda final de todas las elecciones celebradas entre 1955 y 2022. El estado cuenta con una población superior a los 21 millones de personas, alberga a Belo Horizonte, que es la tercera área metropolitana más extensa de Brasil, y ha sido el lugar de origen de un récord de nueve presidentes hasta el momento.
Debido a su diversa topografía, su amplia superficie (que supera a la de Francia Metropolitana) y la notable proporción de la población nacional que representa (10,1%, solo superada por São Paulo), se le considera un microcosmos que refleja la sociedad y la economía de Brasil en su totalidad.

#### Francia
Desde su importante papel en 1958, bajo la Quinta República Francesa, el presidente ha ganado siempre en la última vuelta (segunda vuelta) desde 1965: Ardèche, diminuta y con casi el doble de población cada una, Calvados, Charente-Maritime, Indre-et-Loire y Loire. En conjunto, estos representan más de 3 millones de residentes. Cada uno combina lo urbano con lo rural y muchos sitios turísticos.

#### Corea del Sur
Desde las elecciones presidenciales de 1987, la provincia central, y por ende algo montañosa, de Chungcheong del Norte es la única de las 17 divisiones de primer nivel en la que el candidato más votado a la presidencia ha resultado consistentemente el ganador nacional. Tiene más de un millón y medio de habitantes.

#### España
Desde que se restableció la democracia en 1977, hasta 2023 siempre han votado al partido ganador dos provincias (Zaragoza y Huesca). La Comunidad Autónoma de Aragón acoge estas provincias. Aragón es, además, la única Comunidad Autónoma que lo ha hecho. Tiene más de un millón de habitantes y combina mucho territorio rural con montañas y comunidades urbanas socialmente diversas.

#### Taiwán
Desde las primeras elecciones multipartidistas competitivas en 1996, el condado de Changhua, una región de la costa oeste de Taiwán con más de un millón de residentes, es donde la preferencia ha coincidido con el presidente electo.